# سیارک ۳۳۷۸
سیارک ۳۳۷۸ (به انگلیسی: 3378 Susanvictoria، نامگذاری:A922WB) سه هزار و سیصد و هفتاد و هشتمین سیارک کشف شده‌است که در ۲۵ نوامبر ۱۹۲۲ کشف شد.
قدر مطلق سیارک برابر ۱۳٫۳۰ است.